# Heleomyza oligocenica
Espèce
Heleomyza oligocenica est une espèce fossile d'insectes diptères de la famille des Heleomyzidae.

## Classification
L'espèce Heleomyza oligocenica est décrite en 1937 par le paléontologue français Nicolas Théobald (1903-1981) dans sa thèse sous le protonyme Helomyza oligocenica,. 

### Fossiles
L'holotype R942 et sa contre empreinte R1005 de la collection Mieg conservée au musée d'histoire naturelle de Bâle vient de la localité de Kleinkembs en Bade-Wurtemberg en Allemagne,.

### Étymologie
L'épithète spécifique oligocenica signifie en latin « de l'Oligocène » et rappelle donc l'époque géologique.

## Description

### Caractères
Diagnose de Nicolas Théobald en 1937, : 

« Insecte de petite taille, corps noir, ailes claires à nervures brunes dépassant longuement l'abdomen. Tête très indistincte, yeux ovales ; antennes avec chête allongé. Thorax ovale, noir, macrochètes dorsaux bien développés. Pattes bien conservées ; cuisses armées d'épines disposées en lignes parallèles. Sur la deuxième paire on voit distinctement cinq lignes d'épines ; tibias avec éperons. Ailes larges avec cellules distinctes, couvertes de microtiches ; nervure costale armée de soies très courtes, trois rangées respectivement 2 et 1 jusqu'au débouché des nervures Sc resp. R1, R2 + 3, de même la 4e longitudinale ; nervure sous-costale épaissie, d'abord accolée à R, s'en sépare et se jette dans C sous un angle voisin de 90° ; R à parcours légèrement sinueux, se termine dans C vers la moitié du bord antérieur sous un angle de 60° ; Rs (R2 +3) ondulé, se termine avant le sommet de l'aile ; nervure transversale postérieure à peine sinueuse. Abdomen velu, avec soies, cinq segments subégaux. ».

### Dimensions
La longueur totale est de 4 mm ; la tête a une longueur de 0,5 mm et une largeur de 0,75 mm ; le thorax a une longueur de 2 mm et une largeur de 1,5 mm ; l'abdomen a une longueur de 1,5 mm et une largeur de 1,5 mm ; les ailes ont une longueur de 3,75 mm et une largeur de 1,5 mm.

### Affinités
« Appartient sans doute au g. Helomyza. ».

## Biologie
« Adultes vivent dans endroits frais et obscurs. Larves saprophages. ».

### Publication originale
- [1937] Nicolas Théobald, « Les insectes fossiles des terrains oligocènes de France 473 p., 17 fig., 7 cartes,13 tables, 29 planches hors texte », Bulletin Mensuel de la Société des Sciences de Nancy et Mémoires de la Société des sciences de Nancy, Imprimerie G. Thomas,‎ 1937, p. 1-473 (ISSN 1155-1119 et 2263-6439, OCLC 786027547). .